# 孔多尔福
孔多尔福，是匈牙利沃什州所辖的一个村，总面积21.61平方公里，总人口539，人口密度24.9人/平方公里（2010年1月1日）。